# Деттенхаузен
Деттенхаузен (нем. Dettenhausen) — община в Германии, в земле Баден-Вюртемберг. 
Подчиняется административному округу Тюбинген. Входит в состав района Тюбинген.  Население составляет 5446 человек (на 31 декабря 2010 года). Занимает площадь 11,02 км².

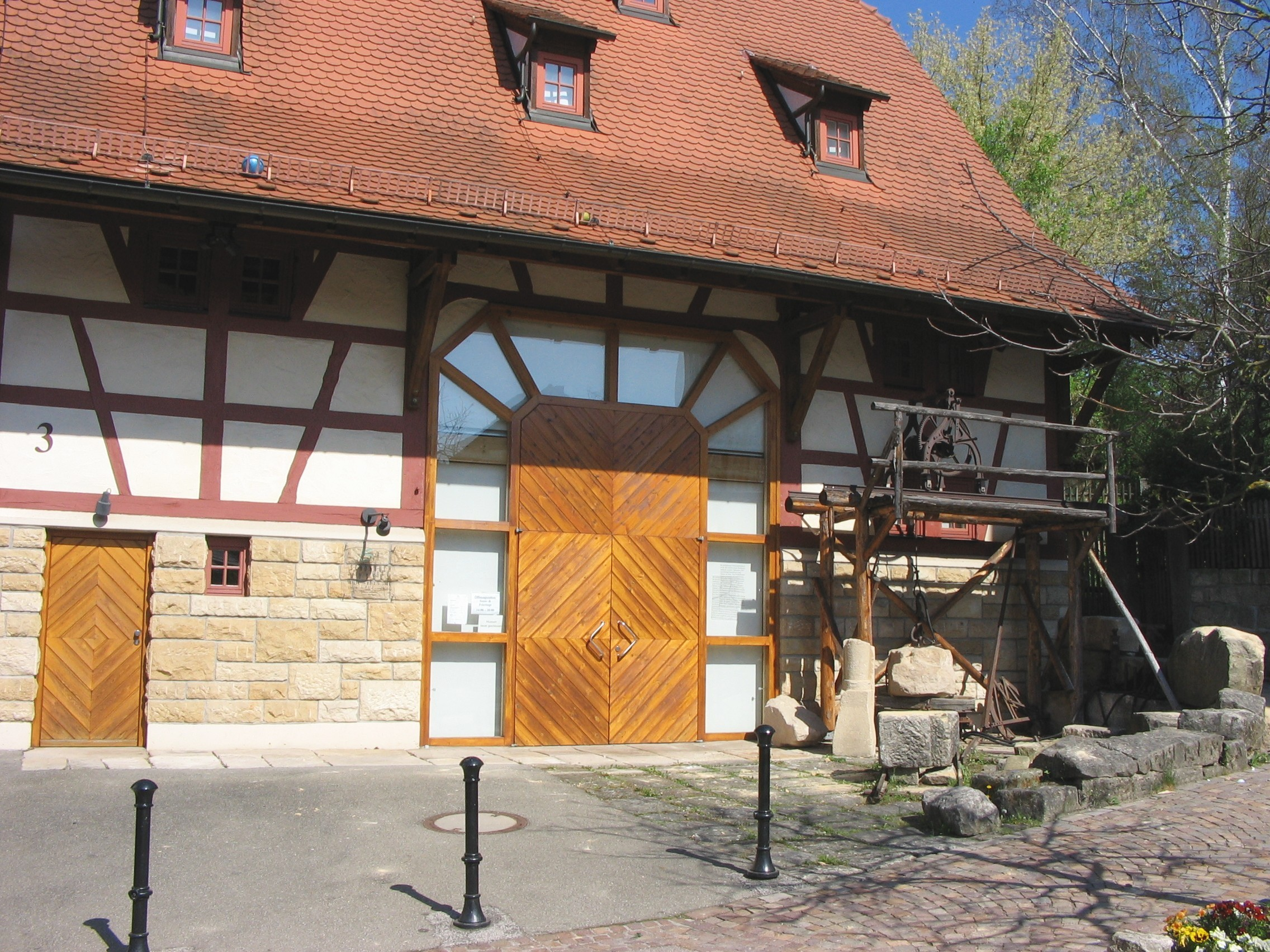
Деттенхаузен

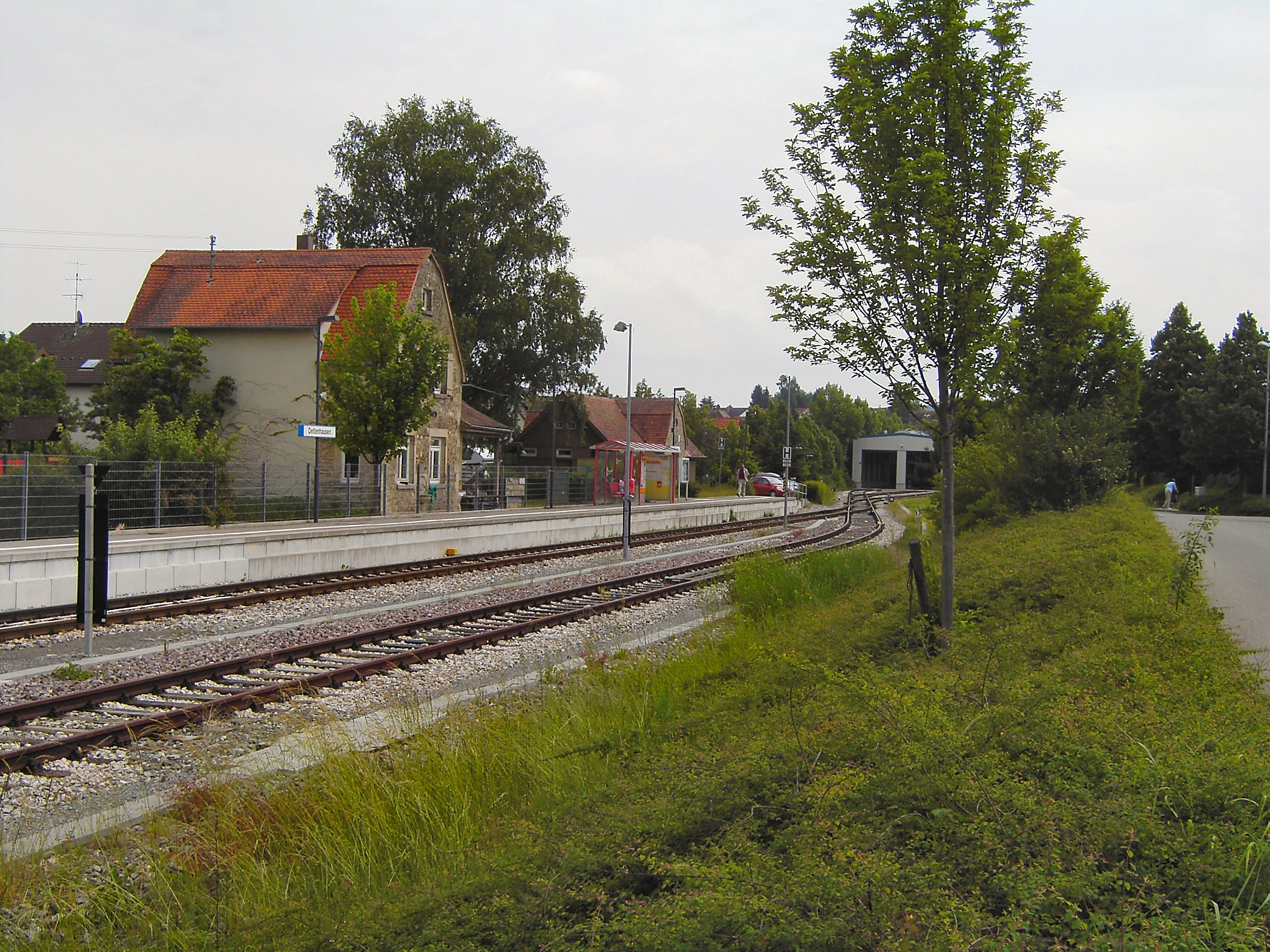
Вокзал